# Reactivitat química
La reactivitat química és l'expressió que es fa servir per valorar la capacitat d'un element o substància per reaccionar en presència d'altres substàncies (anomenades reactius) i formar una nova substància. Sempre que dos elements o substàncies reaccionen és degut al fet que entre els seus àtoms hi ha una afinitat o atracció química i els àtoms tendeixen a formar una altra espècie química mitjançant enllaços químics forts.

## Altres tipus de reactivitat
Es pot parlar de diversos tipus de reactivitat.
- Reactivitat termodinàmica, la qual distingeix entre si la reacció està o no afavorida per entalpia (competència entre energia i entropia), o si la reacció esdevé de forma espontània sense afegir calor.

- Reactivitat cinètica, la qual decideix si la reacció tindrà lloc o no en una escala de temps donada.

Per exemple, segons el punt de vista de la termodinàmica el grafit no té reactivitat amb els gasos presents en l'aire, ja que en condicions normals no entra en combustió; però si que es considera que té reactivitat des del punt de vista de la cinètica, el que passa és que la reacció esdevé a una velocitat tant lenta que només la podem observar en presència d'un catalitzador que l'acceleri.

## Ciències que estudien la reactivitat
La química orgànica i la química inorgànica estudien la reactivitat dels diferents compostos. La química física tracta de calcular o predir la reactivitat dels compostos, i de racionalitzar els mecanismes de reacció.

## Valoració de la reactivitat
La reactivitat depèn del respectiu volum atòmic, del potencial de ionització, de l'afinitat electrònica i de l'electronegativitat que posseeixin.
El potencial d'ionització és l'energia que cal emprar per separar un electró d'un àtom d'un element en estat gasós.
L'afinitat química és l'energia que desprèn un àtom neutre quan capta un electró.
L'electronegativitat d'un àtom mesura la força amb què aquest àtom atrau al parell d'electrons compartit amb un altre àtom en un enllaç covalent.
La reactivitat d'un element generalment s'estudia en comparació amb els elements del mateix període o del mateix grup dins la taula periòdica.

### Els elements del segon i tercer període
En els elements del segon període (liti, beril·li, bor, carboni, nitrogen, oxigen, fluor, neó) s'observa que:
El baix potencial de ionització del liti explica que formi fàcilment ions i que sigui un bon reductor. El carboni actua també com a reductor. L'oxigen i el fluor, per la mateixa raó, actuen de forma contrària, són oxidants. El beril·li té un potencial de 18,21 eV, un valor prou elevat, cosa que explica que no formi mai ions Be++. Els valors elevats de potencial de ionització del C, N, B, O, F, justifica que mai presentin forma de cations. L'electronegativitat augmenta en un període d'esquerra a dreta. En resum, la reactivitat química d'aquests elements depèn del potencial de ionització en els metalls de liti i beril·li i de l'electroafinitat en la resta.
Pel que fa a la reactivitat dels compostos iònics d'aquests elements: L'oíxgen tendeix a formar òxids salins amb molts metalls (per exemple CaO, BaO, etc.), el liti tendeix a formar fluorurs alcalins. Excepte el carboni, els altres elements del segon període no fan servir tots els orbitals disponibles per formar enllaços covalents, és per això que l'amoníac pot unir-se a un protó d'aigua. Hi ha tres elements d'aquest període que tendeixen a formar enllaços covalents múltiples entre àtoms del mateix element o d'altres, són el carboni, el nitrogen i l'oxigen.
En els elements del tercer període (sodi, alumini, fòsfor, clor, magnesi, silici, sofre, argó) s'observa que:
Són reactius amb l'oxigen formant òxids bàsics (el sodi i el magnesi), òxids àcids (el silici, el sofre, el clor i l'alumini), també són reactius amb l'aigua formant hidròxids. L'hidròxid d'alumini, en presència d'àcids forts reacciona com a base i dona sals d'alumini, mentre en presència d'una base forta reacciona formant aluminiats.

### Els elements dels grups Ia, IIa
En el grup Ia, també anomenat dels àlcalis o metalls (liti, sodi, potassi, rubidi, cesi, franci) s'observa que: El primer potencial de ionització disminueix a mesura que augmenta el nombre atòmic, perquè també augmenta el volum atòmic; això fa que els metalls s'oxidin amb gran facilitat i que els metalls alcalins siguin molt reductors, de fet són els més actius de tots els metalls. Per tant, tendeixen a formar compostos iònics, els quals es caracteritzen per ser fàcilment solubles en aigua.
Els elements del grup IIa, (beril·li, magnesi, calci, estronci, bari, radi) són molt electropositius i tenen un baix potencial de ionització. La seva reactivitat augmenta amb el nombre atòmic. A causa d'això, el beril·li és el menys metàl·lic, gairebé no reacciona amb el vapor d'aigua, el magnesi reacciona ràpidament amb el vapor, mentre que el calci, el bari i l'estronci reaccionen fins i tot amb aigua freda. A excepció del beril·li són bons reductors en solucions aquoses.

### Els elements del grup VIIb
En el grup VIIb, anomenats halurs (fluor, clor, brom, iode, àstat) es troben elements amb molta electroafinitat i es troben generalment en forma d'ions negatius. També presenten estats d'oxidació positius excepte el fluor. Presenten una gran tendència a captar un electró i adquirir l'estructura de gas noble, per aquest motiu són els elements químics de major afinitat electrònica i que siguin els més oxidants.
Els potencials de ionització són els més elevats.

### Els elements del grup VIb
En el grup VIb (oxigen, sofre, seleni, tel·luri, poloni) s'observa que: L'oxigen forma estructures reticulars iòniques mentre que els altres elements formen enllaços covalents, això és degut a la disminució de l'electroreactivitat en baixar dins del grup. Com més a baix també baixa el volum atòmic i el nombre d'electrons interposats entre el nucli i els electrons de valència, per tant aquests tenen una menor atracció per part del nucli i fa que augmenti el caràcter metàl·lic de l'element. El poder oxidant també disminueix, per exemple l'oxigen té més tendència a formar aigua (H₂O) que el poloni a formar l'hidrur H₂Po.